# Typhlops trinitatus
Typhlops trinitatus este o specie de șerpi din genul Typhlops, familia Typhlopidae, descrisă de Richmond 1965. Conform Catalogue of Life specia Typhlops trinitatus nu are subspecii cunoscute.